# Regnault d'Ambly
Regnault d'Ambly est le premier seigneur d'Ambly-sur-Bar dont on ait une particulière connaissance. Il est né dans le Rethelois vers l'an 1220 et il était connétable de Bourgogne. 

## Biographie
Le duc de Bourgogne, Hugues IV de Bourgogne, voulant seconder saint Louis dans l'une de ses croisades, lui donna la principale conduite de ses troupes.
Il s'illustra dans un combat naval qu'il livra aux Sarrasins, et qu'il défit complètement, malgré les vents contraires et une furieuse tempête ; ce triomphe lui mérita d'être surnommé Engoulvent par le roi saint Louis, pour marquer à sa postérité sa valeur, sa conduite, et son habileté dans la science nautique.

## Titres
Il était seigneur de sa terre d'Ambly et de celles de Malmy, d'Olizy, d'Echarson, de Sault, de Perthes, de Marquigny, de Terrier, de Vendresse, etc.
Peu de temps après son expédition maritime, il obtint le droit d'usage dans la forêt d'Omont, pour lui et ses successeurs.

## Parenté
Il avait épousé mademoiselle de Milly, dont il eut deux fils : Pérard et Clerambault.
Il est le grand-père de Regnaudin d'Ambly.